# 法國空天軍大隊列表
大隊（法語：escadre）是法國空天軍的基礎組成單位，下設若干中隊（escadron）以及小隊（escadrille）。此建制曾在1993年到1995年間進行的改革中被廢除，但又在2014年恢復，並且擔任更多職能。
法國空天軍的大隊名稱包括編號和主要職能。

## 現存大隊
以下為2015年9月時存在的大隊：
| 名稱                       | 標誌                              | 司令部所在地                      | 下設中隊                               |
| -------------------------- | --------------------------------- | --------------------------------- | -------------------------------------- |
| 第二戰鬥機大隊             |                                   | 勃艮第-弗朗什-孔泰大區呂克瑟伊    | 1/2「鸛」戰鬥機中隊                    |
| 第二戰鬥機大隊             | 2E.004航空技術支援中隊            | 勃艮第-弗朗什-孔泰大區呂克瑟伊    |                                        |
| 第三戰鬥機大隊             |                                   | 大東部大區默爾特-摩澤爾省南錫     | 1/3「納瓦拉」戰鬥機中隊                |
| 第三戰鬥機大隊             | 2/3「香檳」戰鬥機中隊             | 大東部大區默爾特-摩澤爾省南錫     |                                        |
| 第三戰鬥機大隊             | 3/3「阿登」戰鬥機中隊             | 大東部大區默爾特-摩澤爾省南錫     |                                        |
| 第四戰鬥機大隊             |                                   | 大東部大區上馬恩省聖迪濟耶        | 1/4「加斯科尼」戰鬥機中隊              |
| 第四戰鬥機大隊             | 2/4「拉法葉」戰鬥機中隊           | 大東部大區上馬恩省聖迪濟耶        |                                        |
| 第四戰鬥機大隊             | 3/4「阿基坦」陣風戰鬥機訓練中隊   | 大東部大區上馬恩省聖迪濟耶        |                                        |
| 第四戰鬥機大隊             | 15/004「上馬恩」航空技術支援中隊  | 大東部大區上馬恩省聖迪濟耶        |                                        |
| 第八戰鬥機大隊             |                                   | 新阿基坦大區吉倫特省卡佐          | 2/8「尼斯」戰鬥機訓練中隊              |
| 第八戰鬥機大隊             | 3/8「黃金海岸」飛行訓練中隊       | 新阿基坦大區吉倫特省卡佐          |                                        |
| 第八戰鬥機大隊             | 15.008「皮拉」航空戰術支援中隊    | 新阿基坦大區吉倫特省卡佐          |                                        |
| 第30戰鬥機大隊             |                                   | 新阿基坦大區朗德省馬桑山          | 1/30「白銀海岸」戰鬥機及試驗機中隊     |
| 第30戰鬥機大隊             | 2/30「諾曼第-涅芒」戰鬥機中隊     | 新阿基坦大區朗德省馬桑山          |                                        |
| 第30戰鬥機大隊             | 3/30「洛林」戰鬥機中隊            | 新阿基坦大區朗德省馬桑山          |                                        |
| 第30戰鬥機大隊             | 15/30「沙洛斯」航空技術支援中隊   | 新阿基坦大區朗德省馬桑山          |                                        |
| 第30戰鬥機大隊             | 23/30陣風戰鬥機訓練中心           | 新阿基坦大區朗德省馬桑山          |                                        |
| 第30戰鬥機大隊             | 61.30陣風戰鬥機跨軍種技術支援中隊 | 新阿基坦大區朗德省馬桑山          |                                        |
| 第31空中加油及戰略運輸大隊 |                                   | 伊斯特爾                          | 1/31「布列塔尼」空中加油及戰略運輸中隊 |
| 第31空中加油及戰略運輸大隊 | 4/31「索洛涅」空中加油中隊        | 伊斯特爾                          |                                        |
| 第31空中加油及戰略運輸大隊 | 15/31「卡馬格」航空技術支援中隊   | 伊斯特爾                          |                                        |
| 第31空中加油及戰略運輸大隊 | 15.093專門技術支援中隊            | 伊斯特爾                          |                                        |
| 第61運輸大隊               |                                   | 中央-盧瓦爾河谷大區盧瓦雷省奧爾良 | 1/61「圖賴訥」運輸中隊                 |
| 第61運輸大隊               | 06.061作戰系統運作及支援中心      | 中央-盧瓦爾河谷大區盧瓦雷省奧爾良 |                                        |
| 第61運輸大隊               | 00.340運輸機訓練中心              | 中央-盧瓦爾河谷大區盧瓦雷省奧爾良 |                                        |
| 第61運輸大隊               | 2E.061「盧瓦雷」航空技術支援中隊  | 中央-盧瓦爾河谷大區盧瓦雷省奧爾良 |                                        |
| 第64運輸大隊               |                                   | 諾曼第大區厄爾省埃夫勒            | 1/64「貝阿恩」運輸中隊                 |
| 第64運輸大隊               | 1/54「敦刻爾克」機載電子戰中隊    | 諾曼第大區厄爾省埃夫勒            |                                        |
| 第64運輸大隊               | 2E.064航空技術支援中隊            | 諾曼第大區厄爾省埃夫勒            |                                        |
| 第36指揮及機載指戰大隊     |                                   | 中央-盧瓦爾河谷大區謝爾省阿沃爾   | 第36「貝里」空中偵搜及管制中隊         |
| 前線指揮大隊               |                                   | 諾曼第大區厄爾省埃夫勒            | 00.550大隊司令部                       |
| 前線指揮大隊               | 11.550戰術電子通訊系統中隊        | 諾曼第大區厄爾省埃夫勒            |                                        |
| 前線指揮大隊               | 12.550戰術監控系統中隊            | 諾曼第大區厄爾省埃夫勒            |                                        |
| 前線指揮大隊               | 13.550戰術信息系統中隊            | 諾曼第大區厄爾省埃夫勒            |                                        |
| 前線指揮大隊               | 90.550偵搜及移動指戰中隊          | 諾曼第大區厄爾省埃夫勒            |                                        |
| 陸基防空大隊               |                                   | 中央-盧瓦爾河谷大區謝爾省阿沃爾   | 02.950「桑塞爾」陸基防空中隊           |
| 陸基防空大隊               | 2E.950陸基防空技術支援中隊        | 中央-盧瓦爾河谷大區謝爾省阿沃爾   |                                        |
| 陸基防空大隊               | 14.950陸基防空訓練中心            | 中央-盧瓦爾河谷大區謝爾省阿沃爾   |                                        |

## 已解散大隊

### 戰鬥機大隊
- 第一戰鬥機大隊（法语：1re escadre de chasse）
- 第五戰鬥機大隊（法语：5e escadre de chasse）
- 第六戰鬥機大隊（法语：6e escadre de chasse）
- 第七戰鬥機大隊（法语：7e escadre de chasse）
- 第九戰鬥機大隊（法语：9e escadre de chasse）
- 第十戰鬥機大隊（法语：10e escadre de chasse）
- 第11戰鬥機大隊（法语：11e escadre de chasse）
- 第12戰鬥機大隊（法语：12e escadre de chasse）
- 第13戰鬥機大隊（法语：13e escadre de chasse）
- 第20戰鬥機大隊（法语：20e escadre de chasse）
- 第21戰鬥機大隊（法语：21e escadre de chasse）

### 直升機大隊
- 第22直升機大隊
- 第23直升機大隊

### 偵察機大隊
- 第33偵察機大隊

### 運輸機大隊
- 第62運輸機大隊
- 第63運輸機大隊
- 第65運輸機大隊

### 轟炸機大隊
- 第90轟炸機大隊
- 第91轟炸機大隊
- 第92轟炸機大隊
- 第93轟炸機大隊
- 第94轟炸機大隊

### 戰略導彈大隊
- 第95戰略導彈大隊

## 圖片庫

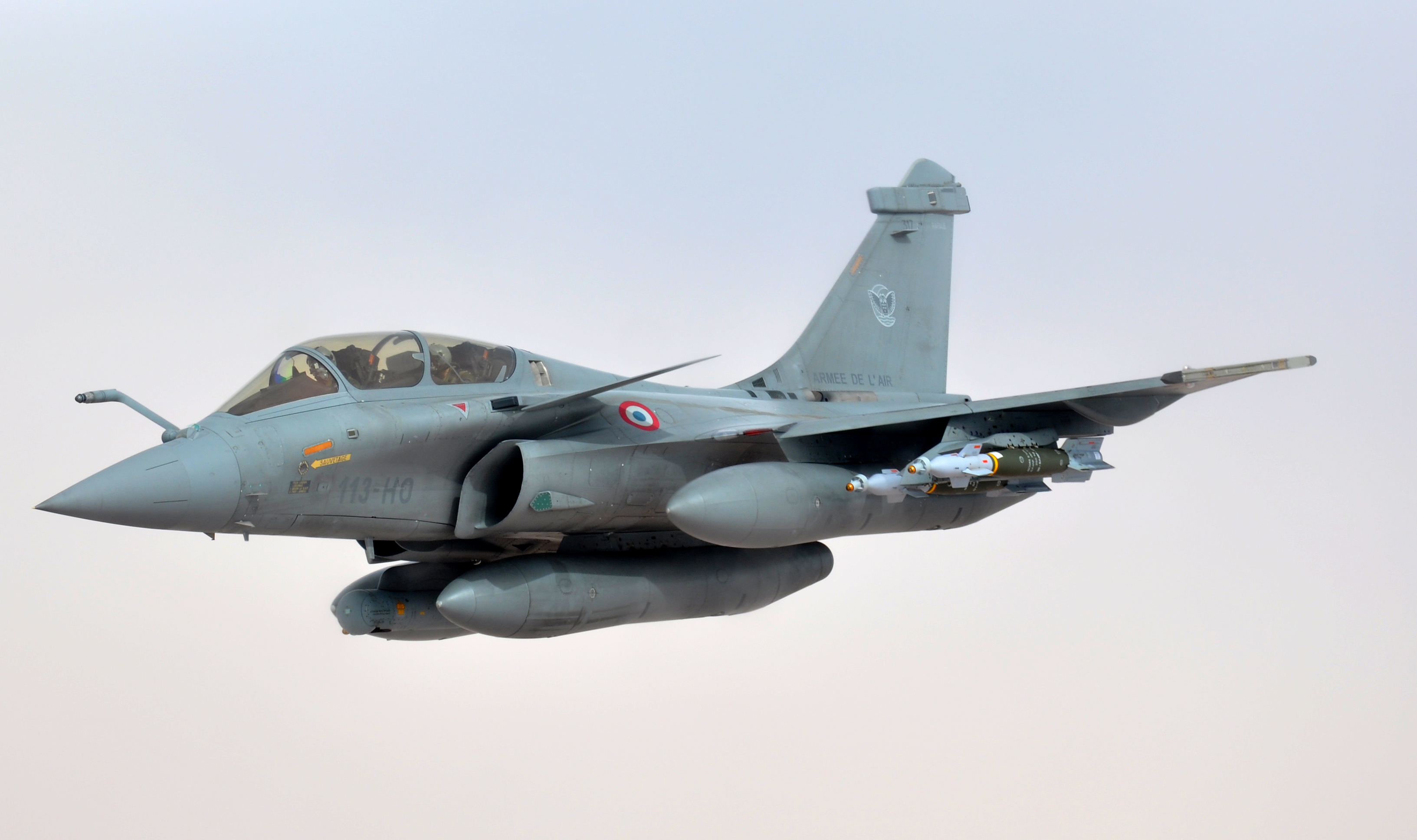
第四戰鬥機大隊（法语：4e escadre de chasse）的陣風B型戰鬥機。
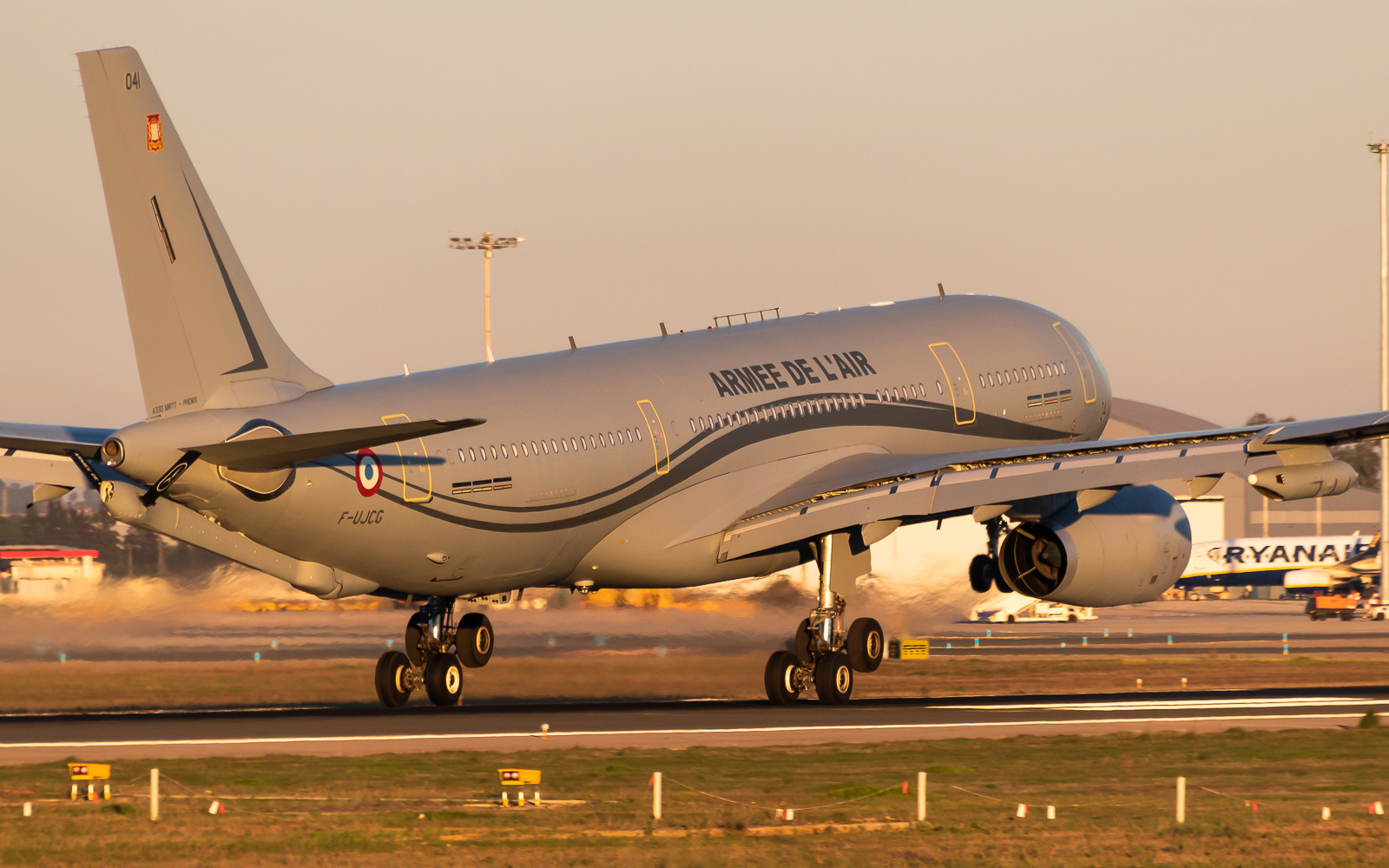
第31空中加油及戰略運輸大隊（法语：31e escadre aérienne de ravitaillement et de transport stratégiques）的A330 MRTT加油/運輸機。
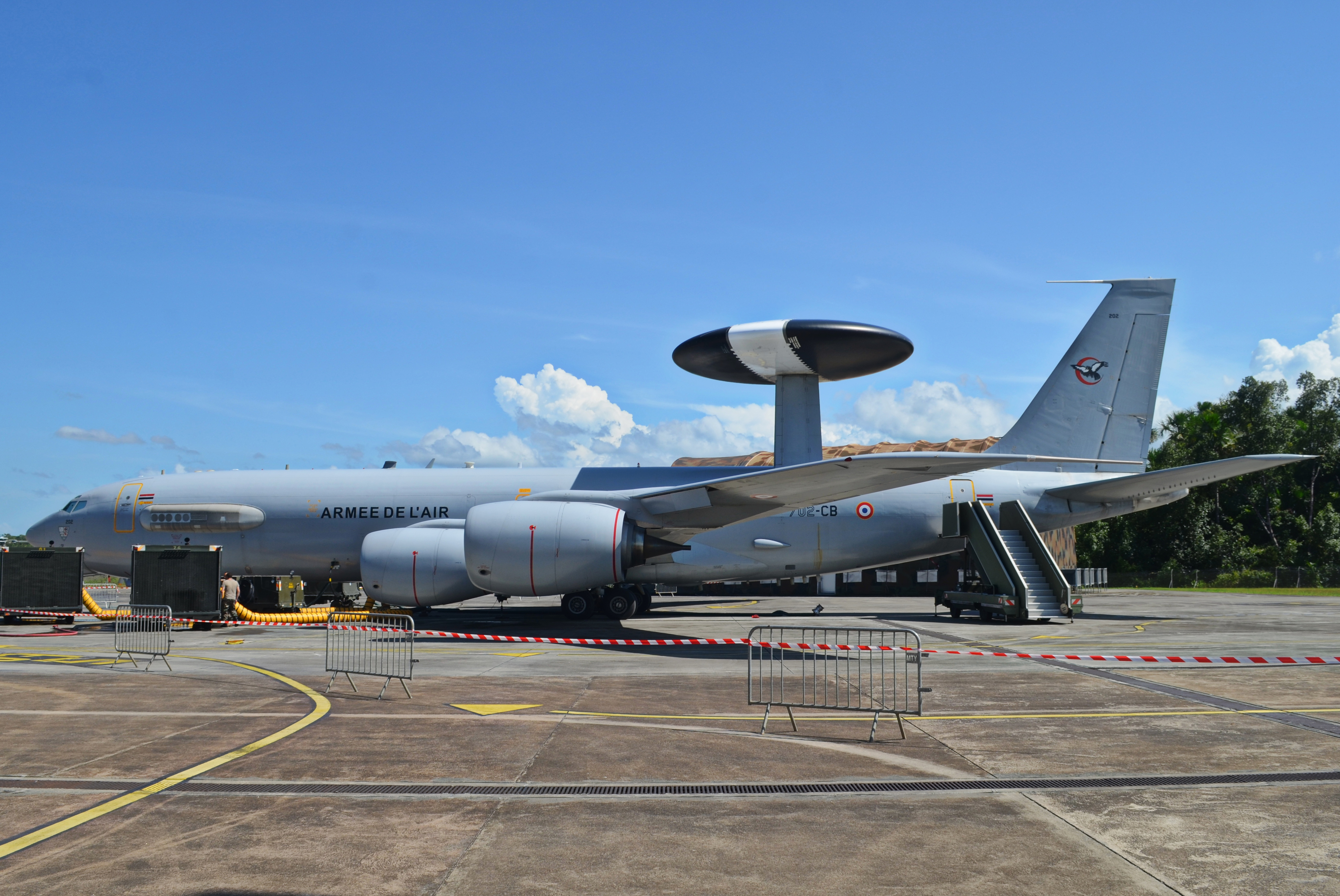
第36指揮及機載指戰大隊（法语：36e escadre de commandement et de conduite aéroportée）的E-3F空中預警機。
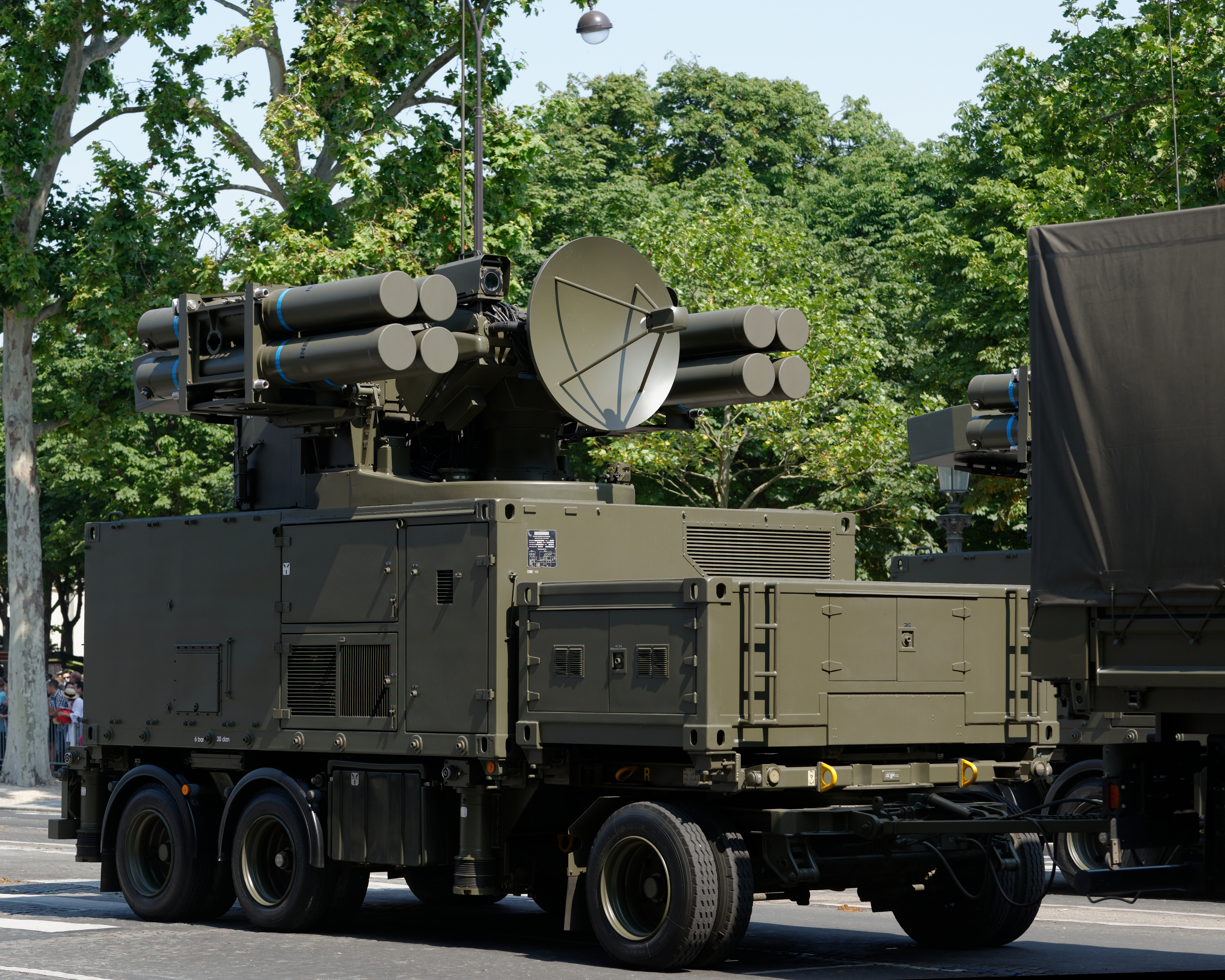
陸基防空大隊（法语：Escadre sol-air de défense aérienne - 1er régiment d'artillerie de l'air）的「響尾蛇」地對空導彈（法语：Crotale (missile)）。

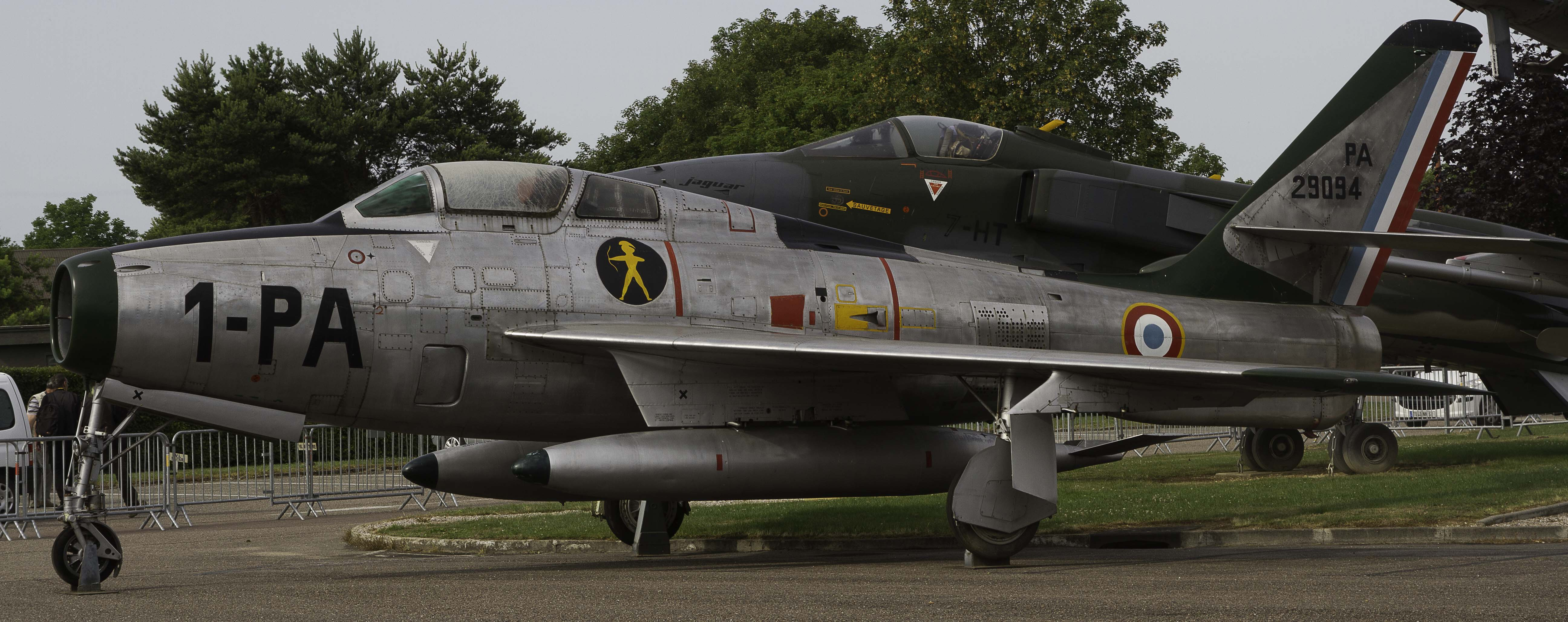
原屬第一戰鬥機大隊第三中隊的F-84F（法语：Republic F-84F Thunderstreak）戰鬥機，現保存於聖迪濟耶空軍基地（法语：Base aérienne 113 Saint-Dizier-Robinson）。
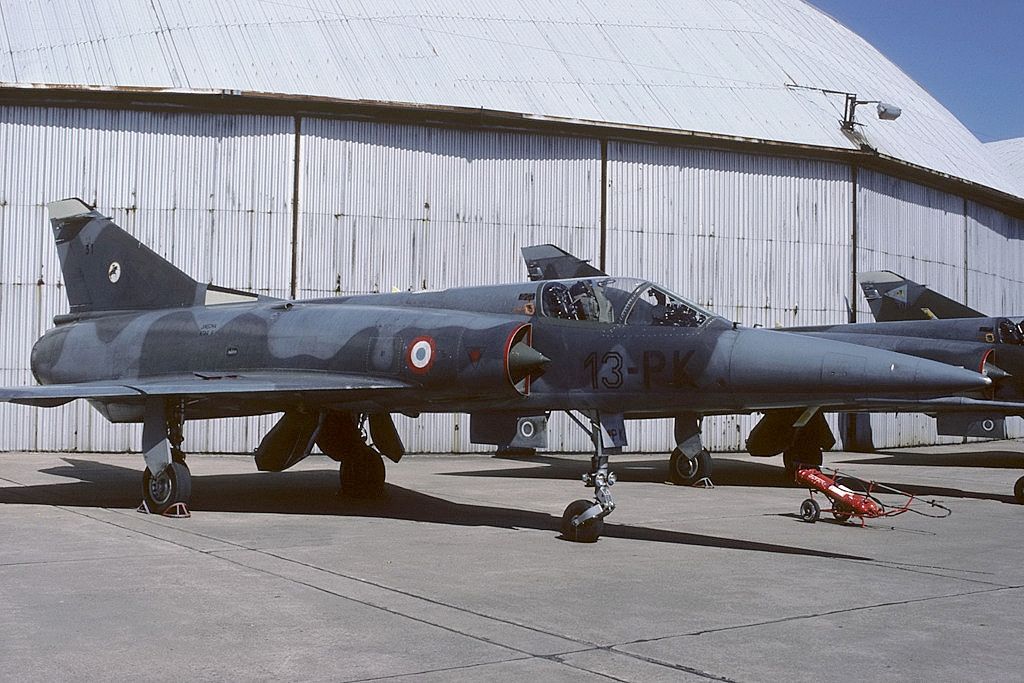
原屬第13戰鬥機大隊第二中隊的幻影5型戰鬥機。
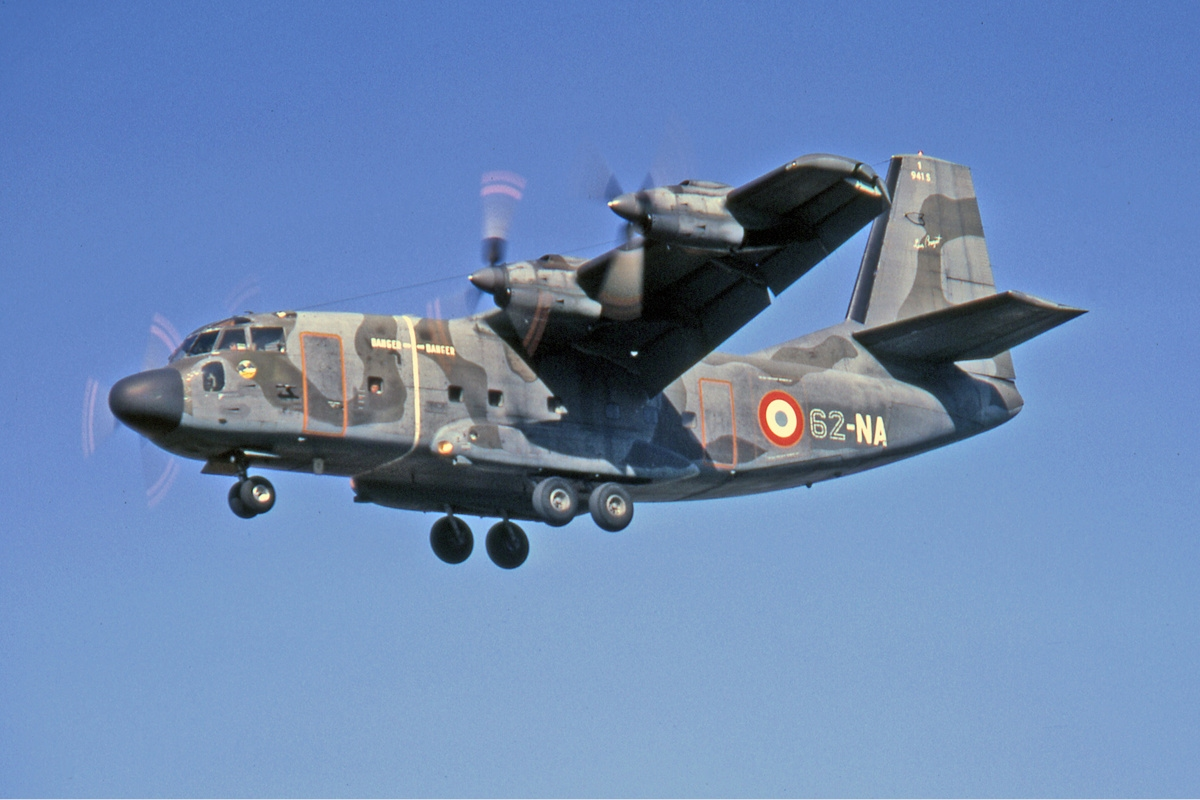
原屬第62運輸機大隊的布雷蓋941（法语：Breguet 941）運輸機。